# La bella addormentata (balletto)
La bella addormentata (in russo Спящая красавица?, Spjaščaja krasavica) è il secondo, per cronologia di composizione, dei tre balletti di Pëtr Il'ič Čajkovskij. Il libretto fu scritto interamente dal principe e sovrintendente dei Teatri Imperiali di San Pietroburgo, Ivan Vsevoložskij, la coreografia venne affidata a Marius Petipa. La prima rappresentazione ebbe luogo il 15 gennaio 1890 presso il Teatro Mariinskij di San Pietroburgo, Russia ed ebbe successo fin da subito.

## Storia del balletto
Il 13 maggio 1888, l'allora direttore dei teatri imperiali Ivan Vsevoložskij scrisse a Čajkovskij riguardo alla propria idea di allestire un nuovo balletto, basato sulla fiaba di Charles Perrault de La bella addormentata, proponendo al compositore di scriverne la musica.

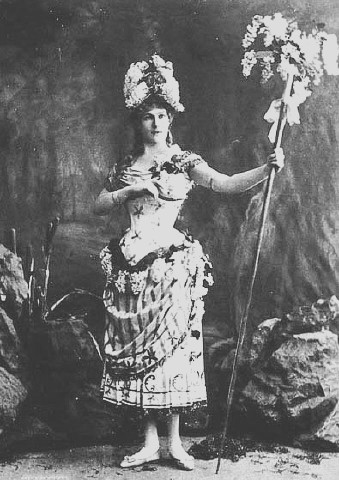
Marie Petipa, figlia del coreografo Marius, nel ruolo della Fata dei Lillà - 1890.

La passione di Vsevoložskij per l'epoca di Luigi XIV, portò il direttore a concepire lo scenario nello stile dei balletto di corte del XVII secolo: la coreografia del balletto dunque, che secondo Vsevoložskij doveva divenire l'opera più importante dei teatri imperiali e del repertorio pietroburghese, fu affidata al pluridecorato Marius Petipa, già coreografo di numerosi e famosi balletti. Questi divenne poi anche coautore del libretto, insieme appunto al direttore.
La prova generale avvenne in presenza dello zar Alessandro III e la prima ebbe luogo il 15 gennaio 1890 presso il Teatro Mariinskij di San Pietroburgo: la direzione orchestrale fu di Riccardo Drigo, protagonista l'italiana Carlotta Brianza (nel ruolo di Aurora) accanto al russo Pavel Gerdt (nel ruolo del Principe Desiré).
Bisogna aspettare però il 1896 perché il balletto giunga in Italia, al Teatro alla Scala di Milano: l'allestimento milanese fu anche il primo allestimento ad essere eseguito al di fuori della scena pietroburghese. Solo nel 1899 arrivò al Teatro Bol'šoj di Mosca.

## Storia delle esecuzioni
San Pietroburgo prima (prima mondiale)
- Data: 15 gennaio 1890
- Luogo: Teatro Mariinskij, Santo Pietroburgo
- Coreografo: Marius Petipa
- Direttore: Riccardo Drigo
- Scenografi: Genrich Levot (Prologo), Ivan Andreev (Atto 1), Michail Bočarov (Atti 1 e 2), Matvej Šiškov (Atto 3)
- Costumi: Ivan Vsevoložskij

Mosca, prima
- Data: 17 gennaio 1899
- Luogo: Mosca, Teatro Bol'šoj
- Coreografo: Aleksandr Alekseevič Gorskij
- Direttore: Andrej Arends
- Scenografi: Anatolij Gel'cer, Karl Val'c

Altre produzioni degne di nota
- 1896, Milano, Teatro alla Scala, messinscena di Giorgio Saracco, Carlotta Brianza come Aurora
- 1921, Londra, Alhambra Theatre, come La principessa addormentata, Balletti russi, messa in scena di Nikolaj Sergeev, scene di Léon Bakst
- 1937, Filadelfia, messa in scena di Catherine Littlefield
- 1946, Londra, Royal Opera House debutto, eseguito dal Sadler's Wells Ballet.[1]
- 1968, Londra, con il London Festival Ballet alla Royal Festival Hall
- 1989, Parigi, Opéra National de Paris, una delle più celebri rivisitazioni del balletto nel XX secolo è quella firmata da **Rudolf Nureyev**, messa in scena per l’**Opéra National de Paris** nel **1989**. Questa produzione, straordinaria per sontuosità e rigore filologico, è diventata una pietra miliare della storia della danza, contribuendo a consolidare il ruolo di Nureyev come coreografo oltre che interprete. La versione si distingue per la grande attenzione ai dettagli drammaturgici, la centralità del ruolo maschile — ampliato e tecnicamente più impegnativo rispetto alla tradizione petipiana — e la ricchezza visiva, con costumi e scenografie ispirati all'estetica della corte di Luigi XIV.  L’allestimento è entrato stabilmente nel repertorio dell’Opéra di Parigi e continua a essere ripreso con grande successo, con interpreti di rilievo come **Aurélie Dupont**, **Manuel Legris**, **Polina Semionova** e altri nomi di spicco del balletto internazionale.  Questa versione rappresenta un punto di riferimento per le generazioni successive e viene considerata una delle letture più complete e artisticamente dense del capolavoro di Čajkovskij.
- 1990, San Francisco, con San Francisco Ballet come coreografato da Helgi Tómasson in onore di Čajkovskij, e con lo scopo di mantenere il collegamento russo-francese[2]
- 1992, Basilea Teatro di Basilea rielaborato da Youri Vámos con nuovi racconti che includono Anna Anderson e la sua pretesa di essere la Gran Duchessa Anastasia. L'ordine dei numeri musicali è stato leggermente modificato, alcuni numeri omessi con altre musiche di Čajkovskij aggiunte ed i principali pezzi della coreografia di Petipa mantenuti, ma ora collocati in contesto narrativo diverso - spesso eseguiti come "memorie" della Anderson. Questa versione è stata eseguita da un certo numero di compagnie di danza dell'Europa centrale nel corso degli ultimi due decenni.

## Ruoli e cast originale
| Ruolo                                  | Mariinskij 1890                                              | Bol'šoj 1899       |
| -------------------------------------- | ------------------------------------------------------------ | ------------------ |
| Re Florestan                           | Feliks Kšesinskij (padre di Matil'da Feliksovna Kšesinskaja) |                    |
| Regina                                 | Giuseppina Cecchetti                                         |                    |
| Principessa Aurora, Bella addormentata | Carlotta Brianza                                             | Ljubov' Roslavleva |
| Fata Lilla                             | Marie Petipa                                                 | M. Gračevskaja     |
| Carabosse                              | Enrico Cecchetti                                             | Vasilij Geltser    |
| Principe Désiré                        | Pavel Gerdt                                                  | Ivan Chljustin     |
| Bluebird                               | Enrico Cecchetti                                             |                    |
| Principessa Florine                    | Varvara Nikitina                                             |                    |

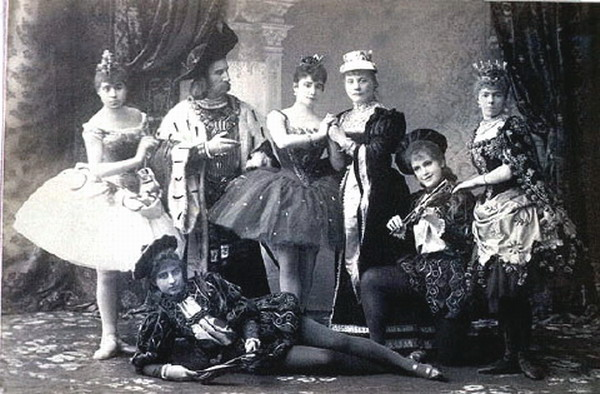
Il cast originale della prima assoluta del balletto, Atto I. Al centro è Carlotta Brianza come Aurora.
(Teatro Mariinskij, San Pietroburgo, 1890).

La prima del balletto ricevette riconoscimenti più favorevoli de Il lago dei cigni da parte della stampa, ma Čajkovskij non ebbe mai la soddisfazione di vedere il suo lavoro diventare un successo immediato nei teatri al di fuori della Russia. Morì nel 1893. Nel 1903, La bella addormentata è stato il secondo balletto più popolare nel repertorio del Balletto Imperiale (La figlia del Faraone di Petipa/Pugni era il primo), essendo stato eseguito 200 volte in soli 10 anni.
La produzione montata alla Scala di Milano nel 1896 ebbe più di ventiquattro repliche e anche quella prodotta dai Balletti Russi nel 1921 a Londra ottenne ampi consensi. Nel 1999 il Balletto del Mariinskij ricostruì la produzione del 1899 curata da Aleksandr Gorskij, con le riproduzioni di scene e costumi. Anche se la produzione di Kirov del 1951 di Konstantin Sergeev è disponibile su DVD/Video, la versione del 1999 "autentica" è disponibile solo in brevi estratti a partire dal 2007.
La bella addormentata è il balletto più lungo di Čajkovskij, della durata di quasi quattro ore a piena lunghezza - contando anche gli intervalli. Senza pause (come appare su diversi set di CD), dura quasi tre ore. È quasi sempre tagliato.
Alla première lo zar Alessandro III convocò Čajkovskij nel palco imperiale. Lo Zar fece la semplice osservazione Bellissimo, che sembra abbia irritato il compositore, che probabilmente si aspettava un responso più favorevole.

## Strumentazione
- Legni: Ottavino, 2 Flauti, 2 Oboi, Corno inglese, 2 Clarinetti (Soprano in Si bemolle, Piccolo in La), 2 Fagotti
- Ottoni: 4 Corni (F), 2 Cornette (Si bemolle, La), 2 Trombe (Si bemolle, La), 3 Tromboni, Tuba
- Percussione: Timpani, Triangolo, Tamburino, Rullante, Piatti, Grancassa, Tam-tam, Glockenspiel
- 2 Arpe, Pianoforte
- Archi: Violini I, Violini II, Viole, Violoncelli, Contrabbassi

## Ruoli
La corte del re:
- Re Florestano XIV
- Regina
- Principessa Aurora, loro figlia
- Catalabutte, il maestro di cerimonie
- Cortigiani, damigelle d'onore, paggi, lacchè

Le Fate:
- Candide (Candore)
- Coulante, Fleur de farine (Fluente, Farina di frumento)
- Miettes qui tombent (Briciole di pane cadenti)
- Canari qui chante (Canarino che canta)
- Violente (Forza)
- Fata dei Lillà
- Carabosse
- Le Fate Oro, Argento, Zaffiro, e Diamante

I quattro pretendenti:
- Principe Chéri
- Principe Charmant
- Principe Fortuné
- Principe Fleur de Pois

La festa per la Caccia del Principe:
- Principe Desiré (o Florimondo)
- Gallifron, tutore del principe Desiré
- Gli amici del principe, duchesse, baronesse, contesse e marchese

Personaggi fiabeschi:
- Il Gatto con gli stivali
- La Gatta bianca
- Cenerentola
- Uccello azzurro
- Principessa Florine
- Cappuccetto Rosso
- Il lupo grigio
- Pollicino, i suoi fratelli e l'Orco

## Il soggetto

### Prologo

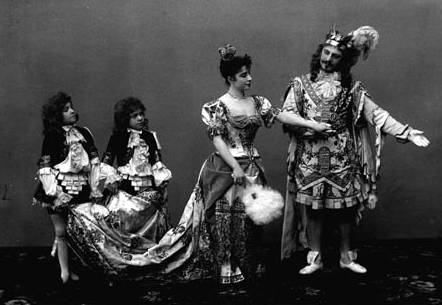
Carlotta Brianza e Pavel Gerdt nella versione della Bella addormentata messa in scena al teatro Mariinskij nel 1890.

Alla corte del re Florestano viene indetta una festa per il battesimo della Principessa Aurora: vengono invitati cavalieri, dame e le fate buone del regno, che portano con loro doni per la principessa. Tra gli invitati però manca la malvagia fata Carabosse, non presente nella lista. Ella si presenta comunque e, per vendicarsi, nonostante le suppliche della corte, getta una maledizione alla piccola: al sedicesimo anno di età, la principessa morirà pungendosi con un fuso. La fata dei Lillà però, non avendo ancora fatto il suo regalo, decide di modificare la maledizione: alla puntura Aurora non morirà, ma sprofonderà solamente in un lunghissimo sonno, che coinvolgerà tutta la corte e che avrà fine solamente grazie al bacio di un giovane principe.

### Atto I
Nel castello si festeggia il sedicesimo anno di età della principessa, dopo che ogni fuso è stato bandito dal regno e il suo uso vietato severamente.
Aurora appare e, corteggiata da quattro pretendenti che arrivano da quattro rispettivi continenti, balla con i quattro principi (il famoso Adagio della Rosa): le varie danze di corte distolgono l'attenzione del pubblico e così la fata Carabosse, travestita da vecchia mendicante, porge un fuso alla principessa che si punge addormentandosi.

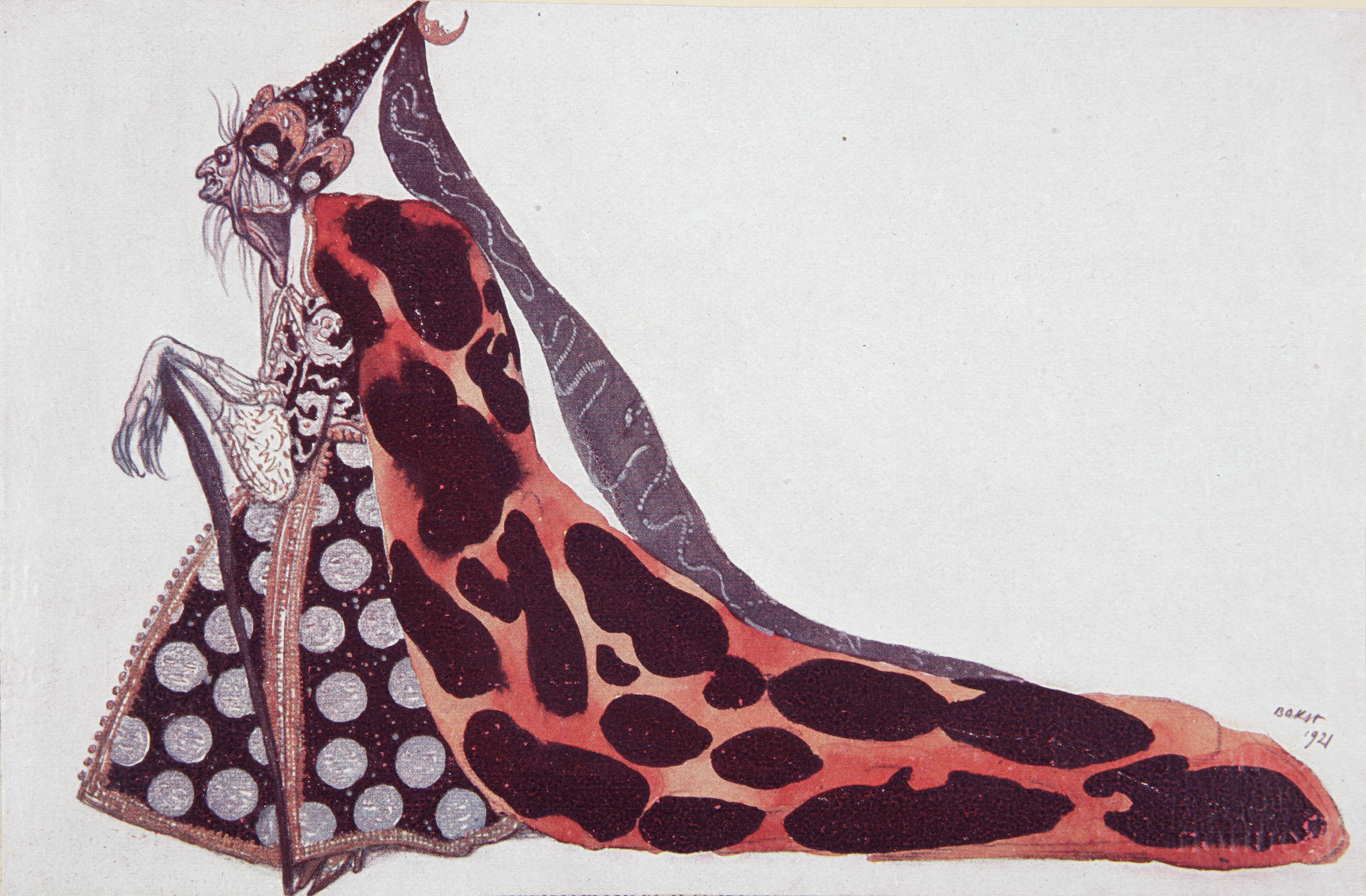
Carabosse, costume di Léon Bakst.

### Atto II
Scena Prima: trascorrono cento anni e, in una radura nei pressi del castello ancora avvolto dai rovi, una compagnia di nobili è presa in una battuta di caccia, allietandosi nel fitto bosco con pic-nic e danze.

Tra questi è presente anche il principe Desiré. A un certo punto, l'atmosfera cambia e appare la fata dei Lillà, che in un sogno conduce il principe da Aurora, avvisandolo dell'accaduto. La visione di questa splendida principessa fa innamorare il giovane principe. Finito il sogno, il principe si dirige al castello incantato.
Scena Seconda: il principe riesce ad entrare nel castello e, trovata la principessa, le dà un bacio, spezzando l'incantesimo; la corte allora si risveglia e le danze ricominciano; il principe potrà ora sposare la principessa Aurora.

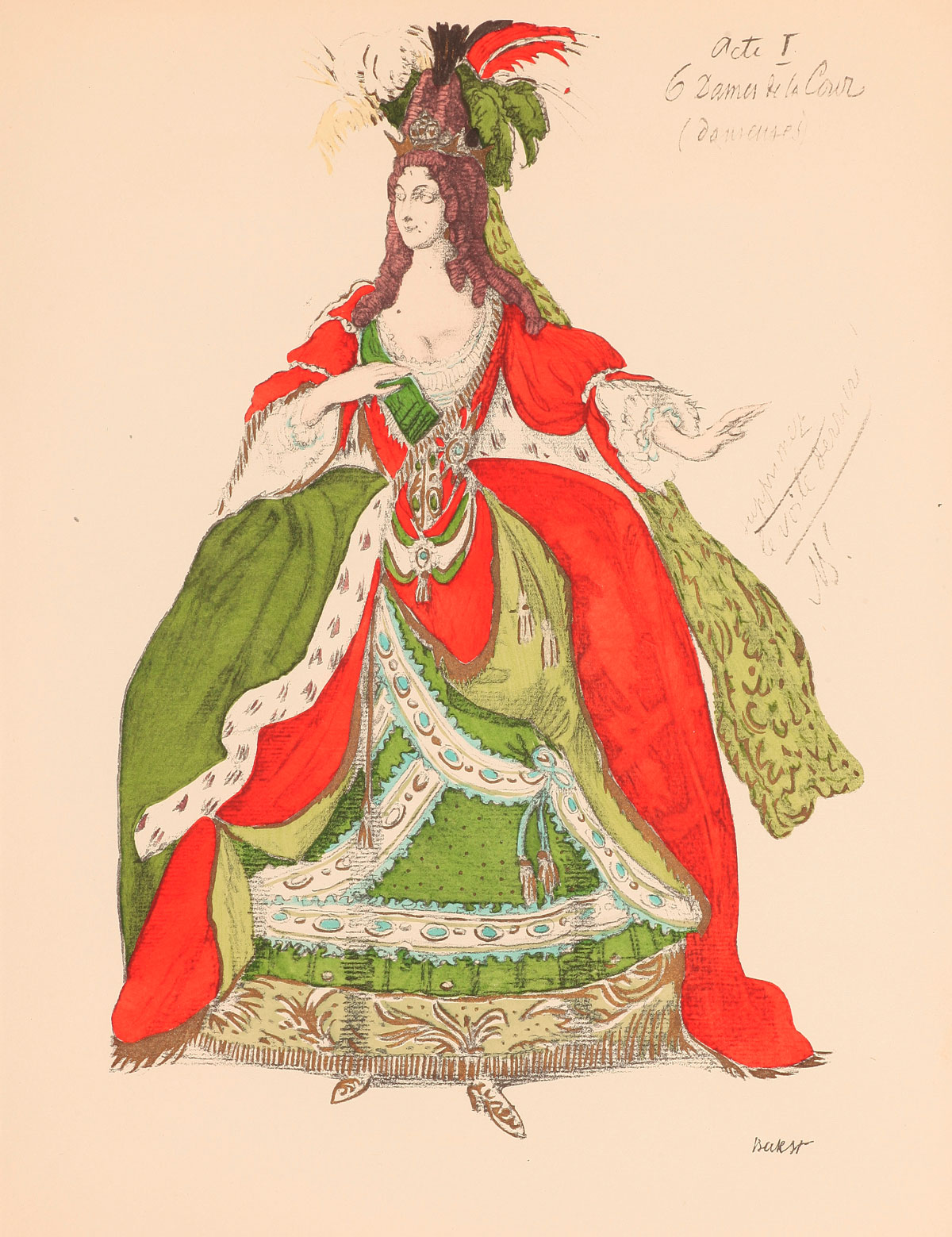
Costume di dama della corte disegnato da Léon Bakst.

### Atto III
C'è una grande festa al castello e tra gli invitati compaiono l'Uccello azzurro e la principessa Florine; compaiono anche molti dei personaggi delle fiabe di Perrault (Il gatto con gli stivali e la gatta bianca, Cenerentola e il Principe Fortuné, Cappuccetto rosso e il lupo).

I due promessi sposi danzano, in un celebre passo a due, alla reggia di Florestano, e con loro anche tutti gli invitati in onore del futuro re e della futura regina.

### Struttura musicale
Vengono menzionate le principali modifiche apportate alla colonna sonora per la produzione originale di Petipa. I programmi teatrali nella Russia imperiale venivano prodotti rispettivamente in russo e francese
Prologo — Le baptême de la Princesse Aurore
No.1-a Introduzione
No.1-b Marche
No.2-a Entrée des fées
No.2-b Scène dansante
No.3 Grand pas d'ensemble (Pas de six);
a. Grand adage. Petit allégro
b. Variation - Candide
c. Variation - Coulante;Fleur de farine
d. Variation - Miettes;qui tombent
e. Variation - Canari;qui chante
f. Variation - Violente;échevelée
g. Variation - La Fée des lila; voluptueuse
h. Coda générale
No.4 Scène et final;
a. Entrée de Carabosse
b. Scène mimique de Carabosse
c. Scène mimique de la Fée des lilas
Atto I° — Les quatre fiancés de la Princesse Aurore
No.5-a Introduzione
No.5-b Scène des tricoteuses
No.6 Grande valse villageoise (Garland Waltz)
No.7 Entrée d'Aurore
No.8 Grand pas d'action;
a. Grand adage à la rose
b. Danse des demoiselles d'honneur et des pages
c. Variation d'Aurore
d. Coda
No.9 Scène et final;
a. Danse d'Aurore avec le fuseau
b. Le charme
c. L'arrivée de la Fée des lilas
Atto II°, Scena I — La chasse du Prince Désiré
No.10-a Entr'acte
No.10-b Scène de la chasse royale
No.11 Colin-Maillard
No.12 Danses des demoiselles nobles;
a. Scène
b. Danse des duchesses
c. Danse des baronnes
d. Danse des comtesses
e. Danse des marquises
No.13 Coda–Farandole
No.14-a Scène et départ des chasseurs
No.14-b Entrée de la Fée des lilas
No.15 Pas d'action;
a. L'apparition d'Aurore
b. Grand adage (Grand Adage à la Rose)
c. Valse des nymphes; Petit allégro coquet
Atto II°, Scena II — Le château de la belle au bois dormant
No.19 Scène du château de sommeil
No.20 Scène et final – Le réveil d'Aurore
Atto III° — Les noces de Désiré et d'Aurore
No.21 Marche
No.22 Grand polonaise dansée
Grand divertissement;
No.23 Pas de quatre
a. Entrée
b. Variation de la fée-Or
c. Variation de la fée-Argent
d. Variation de la fée-Saphir
e. Variation de la fée-Diamant
f. Coda
No.24 Pas de caractère – Le Chat botté et la Chatte blanche
No.25 Pas de quatre
a. Entrée
b. Variation de Cendrillon et Prince Fortuné
c. Variation de l'Oiseau bleu et la Princesse Florine
d. Coda
No.26 Pas de caractère – Chaperon Rouge et le Loup
- Interpolation: Pas de caractère; Cendrillon et Prince Fortuné

No.27 Pas berrichon; Le Petit Poucet, ses frères et l'Ogre
No.28 Grand pas de deux
a. Entrée
b. Grand adage
c. Variation du Prince Désiré
d. Variation d'Aurore; Mlle. Brianza
e. Coda
No.29 Sarabande – quadrille pour Turcs, Éthiopiens, Africains et Américains
No.30-a Coda générale
No.30-b Apothéose – Helios en costume de Louis XIV, éclairé par le soleil entouré des fées